# Horst Szymaniak
Horst Szymaniak detto Schimmi (Erkenschwick, 29 agosto 1934 – Melle, 9 ottobre 2009) è stato un calciatore tedesco, di ruolo centrocampista.
È morto nel 2009 a 75 anni dopo una lunga malattia.

## Biografia
Nel 1963, in seguito ad un incidente stradale in cui furono investite due persone, passò due giorni in carcere prima che la condanna venisse revocata per mancata colpevolezza.

## Carriera
In Italia giocò con Catania, Inter, con cui vinse una Coppa dei Campioni nel 1963-1964 e Varese.
Nel 1967 si trasferì negli Stati Uniti dove giocò per i Chicago Spurs, con cui ottenne il terzo posto della Western Division della NPSL, non qualificandosi per la finale della competizione.
Disputò i Mondiali del 1958 e del 1962. Tra i due Mondiali fu più volte candidato per il Pallone d'oro.

## Palmarès

### Club
- Coppa dei Campioni: 1

Inter: 1963-1964